# 亚细亚影戏公司
亚细亚影戏公司（英語：Asia Film Company）是中國歷史上的一家電影公司，由俄裔美国商人本傑明·布拉斯基（Benjamin Brosky）1909年创办于上海的香港路1号。該公司曾在上海拍攝短片《西太后》和《不幸儿》，在香港拍摄短片《瓦盆伸冤》和《偷烧鸡》。1912年本傑明·布拉斯基將公司轉讓給上海南洋人寿保险公司經理美国人依什尔（Yashell）以及另一位美國人薩弗（Suffert），美化洋行广告部職員张石川出任公司顾问。美方負責資金、攝影器材以及發行。张石川与郑正秋等人组织的新民公司承包亚细亚影戏公司的制片、導演、編劇等創作业务。之後亚细亚影戏公司出品電影《难夫难妻》、《活无常》、《五福临门》、《一夜不安》、《老少易妻》、1部紀錄上海民众反對袁世凯、革命军攻打江南制造局和吴淞炮台的新闻片《上海战争》以及根据文明戏改编的《茶花女》。1914年第一次世界大战爆发，由於德国供应商無法供應胶片，亚细亚影戏公司以及新民公司同時停业。